# Port lotniczy Al-Burma
Port lotniczy Al-Burma (IATA: EBM, ICAO: DTTR) – mały port lotniczy położony w pobliżu miejscowości Al-Burma, w Tunezji.